# Флашинг (Куинс)
Флашинг (англ. Flushing) — один из старейших районов Куинса, расположенный в северо-центральной части города Нью-Йорк.
Основан в 1645 году как одно из первых поселений голландцев на Лонг-Айленде под названием Новый Флиссинген.

## Демография
Население в 2010 году составляло 72 008 человек.
Флашинг является мультиэтническим районом с преобладанием иммигрантов из Азии.
Расовый состав:
- 69,2 % — азиаты
- 9,5 % — белые
- 4,2 % — афроамериканцы

Латиноамериканцы различных рас составляли 14,9 %. 
Во Флашинге расположен один из крупнейших чайнатаунов США. Основан в 1970-е годы носителями севернокитайского языка, иммигрантами из Тайваня, за которыми последовали также иммигранты из КНР. Флашинг претендует на роль нового, вместо манхэттенского чайнатауна, центра китайской культуры в Нью-Йорке.